# العراقي (بلدة)
بلدة العراقي، هي أحد المدن الصغيرة في سلطنة عُمان وتقع في ولاية عبري يبلغ عدد سكانها حسب تعداد 2003 حوالي 7000 فرد؛ وهي من أكبر المناطق الماهولة في ولاية عبري التابعة لمنطقة الظاهرة في سلطنة عمان.
تحدها كل من العينين والدريز من جهة الشمال ومدينة عبري من الجنوب وتحيط بها الجبال ومنظقة الطيب من الشرق. ومن أهم معالمها حصن العراقي وفلج العراقي وهي قريبة من حصن الغبي (بيت الدك) وهي واحة غناء مزدهرة.
ويرجع تسميتها إلى العراقي حسب أشهر الأقوال إلى رجل من العراق حضر إلى هذه المنظقة في القديم الغابر ويسكن بها من القبائل العربية بني شكيل و قبيلة العبريين والمزاريع وبنى غريب والبلوش وبنى غافر وغيرهم من القبائل غير ان الغالبية هم من العبريين الذين ينسبون أيضا إلى عبرة ابن زهران الذي يقال انه عبر الفرات في العراق.